# 67 Armia (ZSRR)
67 Armia (ros. 67-я армия) – związek operacyjny Armii Czerwonej w czasie II wojny światowej.
Została sformowana w październiku 1942 w składzie Frontu Leningradzkiego na bazie Newskiej Grupy Operacyjnej. Na początku listopada obejmowała 45 Gwardyjską, 46 i 86 Dywizje Strzeleckie, 11 i 55 Brygadę Strzelecką, szereg artyleryjskich, pancernych i innych jednostek.
Podczas walk pod Leningradem broniła części prawego brzegu Newy, utrzymując przyczółek w rejonie Moskiewskiej Dubrowki i strzegąc drogi przez jezioro Ładoga („Droga życia”). W styczniu 1943 brała udział w przerwaniu blokady Leningradu.
Pod koniec grudnia 1943 została połączona z 55 Armią, której dowództwo zostało przeniesione do 67 Armii, a poprzednie dowództwo 67 Armii rozformowano.
W styczniu – marcu 1944 Armia uczestniczyła w operacji ofensywnej leningradzko-nowogrodzkiej, a następnie w ramach 3 Frontu Bałtyckiego (od 2 połowy kwietnia 1944) – w pskowsko-ostrowskiej, tartuskiej i ryskiej operacjach ofensywnych. Od 16 października 1944 w składzie Frontu Leningradzkiego broniła wybrzeży Zatoki Ryskiej.

## Dowódcy armii
- gen. mjr/gen. por. Michaił Duchanow (październik 1942 – grudzień 1943);
- gen. por.Władimir Swiridow (grudzień 1943 – marzec 1944);
- gen. por. Władimir Romanowski (marzec 1944 – luty 1945);
- gen. por. Siergiej Roginskij (luty – marzec 1945);
- gen. por. Nikołaj Simoniak (marzec – maj 1945)[2].